# Я человек, и ничто человеческое мне не чуждо

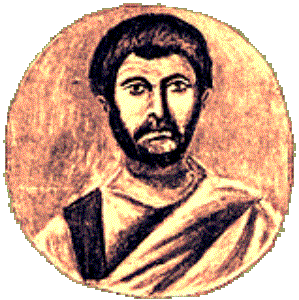
Древнеримский комедиограф Теренций, в комедии которого «Самоистязатель» впервые встречается данное выражение

«Я человек, и ничто человеческое мне не чуждо» (лат. Homo sum, humani nihil a me alienum puto) — фраза из комедии римского писателя Теренция «Самоистязатель» (1, 1, 25), которая является переделкой комедии греческого писателя Менандра. Часто цитируется по-латыни. У Теренция фраза эта имеет иронический характер: в разговоре двух соседей один упрекает другого, что он вмешивается в чужие дела, передаёт сплетни, не думая о собственном доме. На это другой возражает: «Я человек, и ничто человеческое мне не чуждо»
Менедем:

 Неужто мало дела у тебя Хремет?

 В чужое дело входишь! Да тебя оно

 Совсем и не касается.

Хремет:

 Я — человек!

 Не чуждо человеческое мне ничто— 
Выражение может означать:
1. говорящий, как и все прочие, не чужд человеческих слабостей и заблуждений;
2. что ему глубоко небезразличны несчастья и радости других, интересует жизнь во всех проявлениях, он способен понять, откликнуться, сострадать;
3. широту интересов говорящего[2].

## Примеры цитирования
Где тут [...] решать разные вопросы, когда каждую минуту чувствуешь, что ты счастлив, когда ты забываешь свою старость, уродство... всё! Homo sum, Сергей Петрович!
А я [...] хочу жить, хочу жуировать: homo sum et nihil humani a me alienum puto.